# Stiff Upper Lip
Stiff Upper Lip (englisch keep a stiff upper lip, Redewendung für durchhalten, nicht nachgeben) ist das 13. internationale Studioalbum der australischen Hard-Rock-Band AC/DC. Es erschien am 28. Februar 2000, viereinhalb Jahre nach Ballbreaker, ihrem letzten Album mit neuem Studiomaterial.

## Veröffentlichungen

### Singleauskopplungen
Die vier Singles des Albums, Stiff Upper Lip, Satellite Blues, Safe in New York City und Meltdown, waren nicht besonders erfolgreich. Keine gelangte in die Billboard Hot 100 oder die UK Top 40. Allerdings schafften alle vier eine Platzierung in den amerikanischen Mainstream-Rock-Charts, Stiff Upper Lip und Satellite Blues sogar in den Top 10.

### Tour Edition
In Australien und Europa erschien am 8. Februar 2001 zusätzlich eine Tour-Edition von Stiff Upper Lip, die das Originalalbum sowie eine Bonus-Disc enthielt. Auf der hinzugefügten CD befanden sich die B-Seite der Safe in New York City-Single, fünf Live-Versionen alter AC/DC-Songs, die 1996 in der Las-Ventas-Arena in Madrid aufgenommen worden waren, sowie drei Musikvideos.

## Titelliste
1. Stiff Upper Lip (Angus Young, Malcolm Young) – 3:35
2. Meltdown (Angus Young, Malcolm Young) – 3:42
3. House of Jazz (Angus Young, Malcolm Young) – 3:56
4. Hold Me Back (Angus Young, Malcolm Young) – 3:59
5. Safe in New York City (Angus Young, Malcolm Young) – 4:00
6. Can’t Stand Still (Angus Young, Malcolm Young) – 3:41
7. Can’t Stop Rock ’n’ Roll (Angus Young, Malcolm Young) – 4:02
8. Satellite Blues (Angus Young, Malcolm Young) – 3:47
9. Damned (Angus Young, Malcolm Young) – 3:52
10. Come and Get It (Angus Young, Malcolm Young) – 4:03
11. All Screwed Up (Angus Young, Malcolm Young) – 4:36
12. Give It Up (Angus Young, Malcolm Young) – 3:55

### Bonus-Disc der Tour Edition
1. Cyberspace (Angus Young, Malcolm Young) – 2:57 (Single-B-Seite von Safe in New York City)
2. Back in Black (Angus Young, Malcolm Young, Brian Johnson) – 4:09 (Live)
3. Hard as a Rock (Angus Young, Malcolm Young) – 4:49 (Live)
4. Ballbreaker (Angus Young, Malcolm Young) – 4:39 (Live)
5. Whole Lotta Rosie (Angus Young, Malcolm Young, Bon Scott) – 5:26 (Live)
6. Let There Be Rock (Angus Young, Malcolm Young, Bon Scott) – 11:53 (Live)
7. Stiff Upper Lip (Angus Young, Malcolm Young) – 3:50 (Video)
8. Safe in New York City (Angus Young, Malcolm Young) – 4:01 (Video)
9. Satellite Blues (Angus Young, Malcolm Young) – 3:55 (Video)

## Rezeption
Stephen Thomas Erlewine schrieb bei allmusic: „Es ist das Album, das das hochgepriesene, von Rick Rubin produzierte Ballbreaker hätte sein sollen: ein einfaches, süchtig machendes, hartes Album, berstend vor frechen Riffs, unterstützt durch einen knirschenden, durch die Eingeweide gehenden Sound.“
Das Rolling Stone Magazine vergab drei von fünf möglichen Sternen. Das Rock-Hard-Magazin vergab 8,5 von zehn möglichen Punkten, dazu urteilte Götz Kühnemund: „Dass es AC/DC nicht gelingen würde, an glorreiche Back in Black/For Those About to Rock-Zeiten (von den alten Bon Scott-Meisterwerken ganz zu schweigen) anzuknüpfen, stand von vornherein fest. Der Grund dafür ist so simpel wie unumstößlich: Brian Johnson hat nicht mehr die Power eines Dreißigjährigen und kocht (im Studio) seit mindestens zehn Jahren auf Sparflamme. Man hat ständig das Gefühl, der Mann kreischt am absolut oberen Limit seiner Möglichkeiten und kippt jeden Moment aus den Latschen – was besonders dem letzten Studioalbum Ballbreaker schadete. Auf Stiff Upper Lip klingt Brian (der seinen Job live überraschenderweise tadellos erledigt) wieder etwas kraftvoller, zumindest bei einigen Songs. So erreicht er beim Highway to Hell-verdächtigen Satellite Blues, dem Uptempo-Rocker Safe In New York City (mit Let There Be Rock-Beat) oder den Ohrwürmern House of Jazz und Damned immerhin Fly on the Wall-Niveau. Bei Nummern wie Hold Me Back (ironischerweise Brians Lieblingssong) oder dem recht unspektakulären Opener Stiff Upper Lip dagegen pfeift er aus dem letzten Loch, was durch den gitarrenlastigen Mix noch betont wird. Trotzdem ist Stiff Upper Lip alles andere als eine Enttäuschung und definitiv stärker als Ballbreaker. George Youngs erdige, von jeglichem Firlefanz befreite Produktion läßt das Herzstück der Band, Malcolms Rhythmusgitarre, perfekt zur Geltung kommen und erinnert stellenweise sogar an alte Meilensteine der Bon Scott-Ära. Drummer Phil Rudd, dem die längere Spielpause auf Ballbreaker anzuhören war, findet allmählich zu seinem alten, einzigartigen Groove zurück. Und der unverwüstliche Angus, dessen Energie offenbar für zwei Leben reicht, macht das, was er schon immer besser als jeder andere gemacht hat: Er spielt die Blues-Tonleitern unermüdlich rauf und runter, dass das Griffbrett seiner SG hoffnungslos vor sich hin kokelt. Sicher, es gibt stärkere AC/DC-Alben, jede Menge sogar – aber den Vergleich mit der „Konkurrenz“ (als ob es die jemals für AC/DC gegeben hätte) gewinnt Stiff Upper Lip immer noch mühelos.“

## Kommerzieller Erfolg

### Chartplatzierungen
In den US-amerikanischen Billboard 200 kam das Album bis auf Platz 7, in den britischen Albencharts auf Platz 12. Sowohl in Deutschland als auch in Österreich belegte es sogar je eine Woche den Spitzenplatz. Das Album wurde unter anderem in den Vereinigten Staaten, Kanada und Deutschland mit Platin ausgezeichnet, in Australien, Frankreich und Finnland wurde es mit einer Goldenen Schallplatte ausgezeichnet.
In den österreichischen Charts hielt sich das Album 1 Woche auf Platz 1 und 13 Wochen in den Charts und wurde mit Gold ausgezeichnet.
| ChartsChartplatzierungen       | Höchstplatzierung | Wochen |
| ------------------------------ | ----------------- | ------ |
| Australien (ARIA)              | 3 (17 Wo.)        | 17     |
| Deutschland (GfK)              | 1 (39 Wo.)        | 39     |
| Österreich (Ö3)                | 1 (13 Wo.)        | 13     |
| Schweiz (IFPI)                 | 2 (39 Wo.)        | 39     |
| Vereinigte Staaten (Billboard) | 7 (28 Wo.)        | 28     |
| Vereinigtes Königreich (OCC)   | 12 (5 Wo.)        | 5      |

| ChartsJahrescharts (2000) | Platzierung |
| ------------------------- | ----------- |
| Australien (ARIA)         | 76          |
| Deutschland (GfK)         | 16          |
| Österreich (Ö3)           | 24          |
| Schweiz (IFPI)            | 19          |

### Auszeichnungen für Musikverkäufe
| Land/Region                  | Auszeichnungen für Musikverkäufe (Land/Region, Auszeichnung, Verkäufe) | Verkäufe  |
| ---------------------------- | ---------------------------------------------------------------------- | --------- |
| Argentinien (CAPIF)          | Gold                                                                   | 20.000    |
| Australien (ARIA)            | 3× Platin                                                              | 210.000   |
| Deutschland (BVMI)           | 3× Gold                                                                | (450.000) |
| Europa (IFPI)                | Platin                                                                 | 1.000.000 |
| Finnland (IFPI)              | Gold                                                                   | (27.417)  |
| Frankreich (SNEP)            | 2× Gold                                                                | (200.000) |
| Kanada (MC)                  | 2× Platin                                                              | 200.000   |
| Neuseeland (RMNZ)            | Gold                                                                   | 7.500     |
| Österreich (IFPI)            | Gold                                                                   | (25.000)  |
| Schweden (IFPI)              | Gold                                                                   | (40.000)  |
| Schweiz (IFPI)               | Platin                                                                 | (50.000)  |
| Spanien (Promusicae)         | 3× Platin                                                              | (300.000) |
| Vereinigte Staaten (RIAA)    | Platin                                                                 | 1.000.000 |
| Vereinigtes Königreich (BPI) | Gold                                                                   | (100.000) |
| Insgesamt                    | 9× Gold · 12× Platin ·                                                 | 2.437.500 |

Hauptartikel: AC/DC/Auszeichnungen für Musikverkäufe

## Tournee

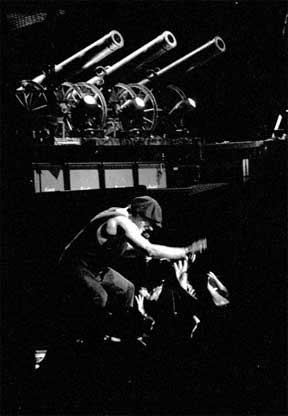
Brian Johnson im Jahr 2000 während der Stiff Upper Lip World Tour

Die Stiff Upper Lip World Tour dauerte ein knappes Jahr lang an und beinhaltete etwa 140 Konzerte. Das erste Konzert fand am 1. August 2000 und damit erst ein halbes Jahr nach der Veröffentlichung des Albums statt. Wie bei fast allen anderen Tourneen nahm die Tour in Nordamerika ihren Anfang, danach tourten AC/DC durch Europa und traten dabei auch 15-mal in Deutschland auf. Fortgesetzt wurde die Tour dann in Australien, wo die Band 16 Konzerte gab. Weiterhin folgten drei Auftritte in Japan, bis sich AC/DC erneut nach Nordamerika und Kanada aufmachte. Die letzten Auftritte der Tour fanden in Europa statt, wo die Band bis zum 8. Juli 2001 weitere 15 Konzerte absolvierte.
Auf der Tournee wurden aus Stiff Upper Lip das Titellied, Meltdown, Safe in New York City und Satellite Blues live gespielt, die Setlist variierte zwischen einzelnen Auftritten.

### Beispiel-Setlist
1. Stiff Upper Lip
2. You Shook Me All Night Long
3. Problem Child
4. Thunderstruck
5. Hell Ain’t a Bad Place to Be
6. Hard as a Rock
7. Shoot to Thrill
8. Rock and Roll Ain’t Noise Pollution
9. What Do You Do For Money Honey
10. Bad Boy Boogie
11. Hells Bells
12. Up to My Neck in You
13. The Jack
14. Back in Black
15. Dirty Deeds Done Dirt Cheap
16. Highway to Hell
17. Whole Lotta Rosie
18. Let There Be Rock

Zugaben:
1. T.N.T.
2. For Those About to Rock (We Salute You)

## Livevideo
Ein Konzertmitschnitt wurde am 14. Juni 2001 im Münchener Olympiastadion aufgezeichnet und am 26. November 2001 unter dem Titel Stiff Upper Lip Live als VHS und DVD herausgegeben. Dieses Konzert enthält folgende Titelliste, welche lediglich das Titelstück dieses Albums einschließt:
1. Stiff Upper Lip
2. You Shook Me All Night Long
3. Problem Child
4. Thunderstruck
5. Hell Ain’t a Bad Place to Be
6. Hard as a Rock
7. Shoot to Thrill
8. Rock and Roll Ain’t Noise Pollution
9. What Do You Do for Money Honey
10. Bad Boy Boogie
11. Hells Bells
12. Up to My Neck in You
13. The Jack
14. Back in Black
15. Dirty Deeds Done Dirt Cheap
16. Highway to Hell
17. Whole Lotta Rosie
18. Let There Be Rock
19. T.N.T.
20. For Those About to Rock (We Salute You)
21. Shot Down in Flames

Einige weitere Auftritte der Tournee wurden für die 2007 veröffentlichte DVD Plug Me In aufgezeichnet.